# Wilhelm von der Marck (Apotheker)
Johann Wilhelm Carl Theodor von der Marck (* 15. Februar 1815 in Hamm; † 20. November 1900 ebenda) war ein deutscher Apotheker, Botaniker und Geologe.

## Leben

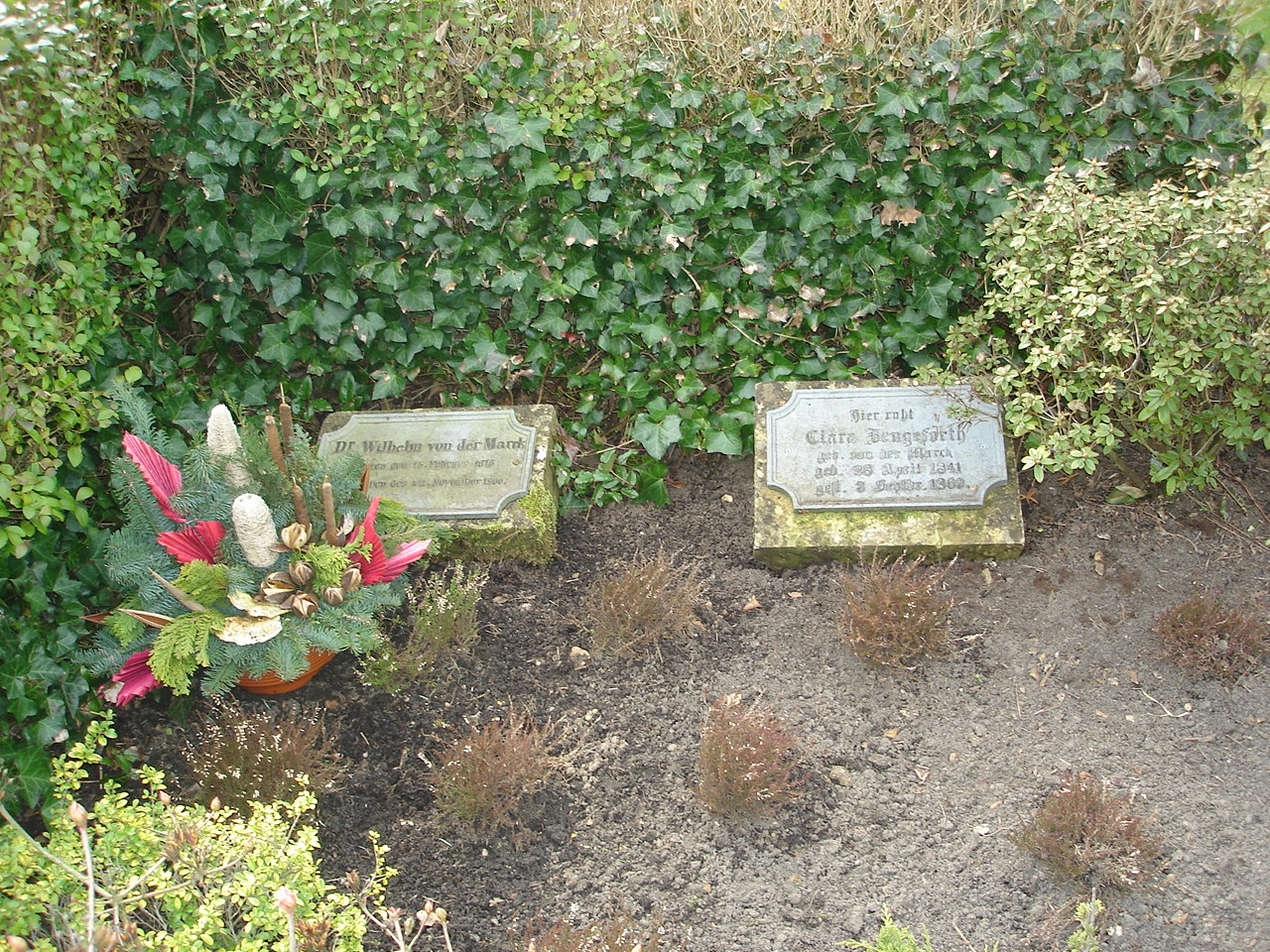
Grab auf dem Ostenfriedhof (April 2006)

Am 15. Februar 1815 wurde Wilhelm von der Marck als Sohn des Gastwirts Johann Daniel von der Marck (1784–1837) und der Antoinette Sophie Christine Pröpsting in Hamm geboren. Von 1824 bis 1830 besuchte er das Gymnasium Hammonense. Als Apotheker war er zunächst im Rheinland tätig, seit 1840 aber in Lüdenscheid, wo er 1848 Stadtverordneter wurde und Materialien für eine Stadtchronik zusammentrug. Im Jahr 1840 heiratete er in Hamm Josefine Friederike Luise Uhlendorff (1818–1861), eine Tochter des Apothekers Friedrich Uhlendorff. Ab 1851 führte er die vom Schwiegervater übernommene Einhorn-Apotheke in Hamm, verkaufte diese aber 1864, um sich ganz den Wissenschaften und der Kommunalpolitik zu widmen. Von 1852 bis 1893 bekleidete er das Ehrenamt des Ersten Beigeordneten, d. h. des stellvertretenden Bürgermeisters. Außerdem begründete er 1852 den Wissenschaftlichen Verein in Hamm mit, dessen Vorsitzender er 1864 wurde. 1858 wurde er an der Universität Bonn zum Dr. phil. promoviert. Er war aktiv im Museumsverein und in der AG Bad Hamm. Seine paläontologischen Forschungen haben ihm weit über Hamm hinaus einen guten Ruf verschafft. Am 20. November 1900 verstarb Dr. Wilhelm von der Marck. Sein Grab befindet sich noch heute auf dem Ostenfriedhof. Nach Wilhelm von der Marck sind die Von-der-Marck-Straßen im Hammer Süden und in Lüdenscheid benannt.

## Auszeichnungen
1877 verlieh ihm seine Heimatstadt Hamm die Ehrenbürgerschaft.

## Schriften
- Flora Lüdenscheids und des Kreises Altena, als Beitrag zur Kenntnis der Vegetationsverhältnisse des Sauerlands. In: Verhandlungen des Naturhistorischen Vereines der Preussischen Rheinlande und Westphalens. Jahrgang 8, 1851, S. 377–503.